# Jimmy Jepson
John James Jepson (sinh ngày 19 tháng 8 năm 1899; mất năm 1987) là một cầu thủ bóng đá người Anh thi đấu ở vị trí tiền đạo cho Notts County, Accrington Stanley, Carlisle United, Wigan Borough và Mansfield Town.